# Wellington Fagundes
Wellington Antônio Fagundes (Rondonópolis, Mato Grosso; 1 de juny de 1957) és un metge veterinari i polític brasiler. Afiliat al Partit Liberal, és senador i líder del Bloc Moderador de la cambra alta.

## Biografia
És el menor dels set fills dels migrants nordestins João Antônio Fagundes i Minervina Pereira Fagundes. El seu pare, conegut com João Baiano, va recórrer prop de dos mil quilòmetres a peu des de Bahia fins a Mato Grosso, on va establir-se en la zona rural de Poxoréu. Allà, João va treballar com a ramader i es va casar amb Minervina. La parella es va traslladar a Rondonópolis i va obrir un petit comerç.
Wellington va cursar l'educació bàsica a Rondonópolis, a les escoles Sagrat Cor de Jesus i La Salle. Des de nen, Fagundes es va interessar per la política a causa de la influència del pare, qui reunia els veïns a casa per a discutir sobre les necessitats del municipi i de l'estat. En la dècada del 1970, va cursar la secundària a l'Escola Agrotècnica de São Vicente, a Cuiabá; i va marxar a Campo Grande (Mato Grosso do Sul) per estudiar a la Facultat de Medicina Veterinària. Allà va participar del moviment estudiantil. El 1980, Wellington es va graduar i va tornar a Rondonópolis, on obriria un negoci en el sector agrícola
Va obtenir un postgraduat en Ciències polítiques per la Universitat de Brasília. El 1983, es va casar amb Mariene de Abreu Fagundes, amb qui té dos fills: João Antônio i Diògenes.

## Carrera política
Va esdevenir president de l'Associació Comercial Industrial de Rondonópolis durant dos mandats, entre 1983 i 1986. El 1987, va assumir la Secretaria Municipal de Planificació de Rondonópolis, en la gestió del batlle Hermínio J. Barreto. El 1990, va concórrer a un escó en la Cambra dels Diputats i va ser elegit, guanyant la reelecció 5 cops seguits, el 1994, 1998, 2002, 2006 i 2010 -sent en aquesta última el parlamentari més votat del seu estat, amb 145.460 mil vots. El 2009 va ser designat president regional del Partit de la República (actualment, Partit Liberal) a Mato Grosso.
En les eleccions generals de 2014, Wellington Fagundes va deixar l'escó a la Cambra de Diputats, per ser elegit Senador de la República, amb 646.344 vots.
El 2018 va ser candidat a governador de Mato Grosso, però va ser derrotat per Mauro Mendes del DEM. L'any 2022 va aconseguir la reelecció al Senat.

### Resultats electorals
| Any  | Càrrec          | Vots obtinguts | %           | Resultat  | Ref.   |
| ---- | --------------- | -------------- | ----------- | --------- | ------ |
| 1990 | Diputat Federal | 22.595         | n/a         | Elegit    | [ 9 ]  |
| 1994 | Diputat Federal | 30.023         | 5,75%       | Elegit    | [ 9 ]  |
| 1998 | Diputat Federal | 81.625         | 9,94%       | Elegit    | [ 9 ]  |
| 2002 | Diputat Federal | 114.098        | 8,98%       | Elegit    | [ 10 ] |
| 2006 | Diputat Federal | 78.215         | 5,45%       | Elegit    | [ 11 ] |
| 2010 | Diputat Federal | 145.460        | 10,22%      | Elegit    | [ 12 ] |
| 2014 | Senador         | 646.344        | 48,19% (1º) | Elegit    | [ 6 ]  |
| 2018 | Governador      | 280.055        | 19,56% (2º) | No elegit | [ 7 ]  |
| 2022 | Senador         | 825.229        | 63,54% (1º) | Elegit    | [ 8 ]  |